# 吴若增
吴若增（1943年9月26日—2020年4月4日），男，黑龙江尚志人，中国小说家、散文家。

## 生平
1943年9月26日（农历八月廿七）出生于黑龙江省尚志县苇河镇。父亲是个职员，从事交通、煤炭方面的工作。母亲是个有着小学五年文化的家庭妇女。一岁时，父亲因病去世，而后随母亲颠沛流离。1949年解放后定居于沈阳。1950年就读于沈阳市新华小学。1957年就读于沈阳市第38中学。1958年转学到哈尔滨市第十七中学校，翌年转入沈阳市第32中学。
1963年秋，考入天津南开大学经济学系，因文化大革命影响，1968年毕业后，先在河北省芦台农场劳动锻炼。1970年后，在天津市静海县蔡公庄中学、陈官屯中学担任中学语文教师。1978年调入天津人民美术出版社任编辑。1980年开始文学创作活动，并发表作品。1985年调入天津市作家协会从事专业创作。曾任天津市政协委员，天津市作家协会理事。
2020年4月4日凌晨在天津逝世。

## 出版物
著有长篇小说《离异》，短篇小说集《翡翠烟嘴》《吴若增小说选》，中短篇小说集《脸皮招领启事》，中篇小说集《兽孩》，杂文随笔集《吴若增杂文随笔自选集》《吴若增曰》《孤独的诉说》《在思想的云上行走》，散文集《晴空里有一只大鸟》等。